# C̱
Cette page contient des caractères spéciaux ou non latins. S’ils s’affichent mal (▯, ?, etc.), consultez la page d’aide Unicode.
C̱ (minuscule : c̱), appelé C macron souscrit, est une lettre additionnelle formée d'un C diacrité par un macron souscrit. Elle est utilisée dans l’écriture de l’atikamekw et de l’uduk. Il est aussi utilisé dans le digramme ‹ c̱h › en zapotèque de Cajonos et zapotèque de Yatzachi.

## Représentations informatiques
Le C macron souscrit peut être représentée avec les caractères Unicode suivants :
- décomposé (latin de base, diacritiques)[1],[2] :

| formes    | représentations | chaînes de caractères | points de code | descriptions                                          |
| --------- | --------------- | --------------------- | -------------- | ----------------------------------------------------- |
| capitale  | C̱               | C◌̱                    | U+0043 U+0331  | lettre majuscule latine c diacritique macron souscrit |
| minuscule | c̱               | c◌̱                    | U+0063 U+0331  | lettre minuscule latine c diacritique macron souscrit |